# Anthony Smith
Anthony Smith (Corpus Christi, Texas, Estados Unidos; 26 de julio de 1988) es un ex-artista marcial mixto estadounidense que compitió en la categoría de peso semipesado de Ultimate Fighting Championship (UFC). Siendo profesional desde 2008, también ha competido en Strikeforce y Bellator MMA. El 26 de abril de 2025 hizo oficial su retiro luego de una exitosa carrera en el peso semipesado de UFC.
Se retira del octágono el 26 de abril del 2025, en su último combate es derrotado.

## Carrera en artes marciales mixtas

### Inicios
Smith comenzó su carrera en 2008 y peleó principalmente por promociones locales en el medio oeste de los Estados Unidos. Recopiló un récord profesional de 13-7, con victorias contra los veteranos de WEC Logan Clark, Eric Schambari y derrotas ante los veteranos de UFC Jake Hecht y Jesse Forbes, antes de firmar con Strikeforce.

### Strikeforce
Smith hizo su debut en Strikeforce el 22 de julio de 2011 en Strikeforce Challengers: Bowling vs. Voelker III contra Ben Lagman, reemplazando a Louis Taylor por lesión. Ganó a través de KO en el segundo asalto.
Smith enfrentó a Adlan Amagov el 18 de noviembre de 2011 en Strikeforce Challengers: Britt vs. Sayers. Perdió la pelea por KO en el primer asalto.
Smith enfrentó a Lumumba Sayers el 18 de agosto de 2012 en Strikeforce: Rousey vs. Kaufman. Ganó a través de sumisión en el primer asalto.
Smith enfrentó a Roger Gracie el 12 de enero de 2013 en Strikeforce: Marquardt vs. Saffiedine. Perdió por sumisión en el segundo asalto.
Después del final de Strikeforce, Smith pasó a formar parte de la UFC.

### Ultimate Fighting Championship
En su debut, Smith enfrentó a Antônio Braga Neto el 8 de junio de 2013 en UFC on Fuel TV 10. Perdió la pelea por sumisión en el primer asalto. Posteriormente fue liberado de la UFC.

### Bellator MMA
El 18 de abril de 2014, Smith hizo su debut en Bellator MMA frente a Víctor Moreno en Bellator 117 ganando a través de sumisión en el segundo asalto.
Smith enfrentó a Brian Green el 17 de octubre de 2014 en Bellator 129. Ganó la pelea por decisión unánime.

### Regreso a Ultimate Fighting Championship

#### 2016
El 16 de febrero de 2016, Smith volvió a firmar con UFC. Enfrentó Leonardo Augusto Leleco el 21 de febrero de 2016, en UFC Fight Night 83, reemplazando a Trevor Smith por lesión. Ganó la pelea por decisión unánime.
Smith fue programado brevemente para enfrentar a Scott Askham el 8 de julio de 2016, The Ultimate Fighter 23 Finale. Sin embargo, Askham se retiró de la pelea el 28 de abril y fue reemplazado por Cezar Ferreira. Perdió la pelea por decisión unánime.
Smith enfrentó a Elvis Mutapcic el 3 de diciembre de 2016, The Ultimate Fighter 24 Finale. Ganó la pelea a través de TKO en el segundo asalto. Esta victoria lo hizo merecedor de su primer premio de Actuación de la Noche.

#### 2017
Smith enfrentó a Andrew Sánchez el 15 de abril de 2017, UFC on Fox 24. Ganó la pelea por nocaut tras una combinación de rodillazos y golpes en el tercer asalto.
Smith enfrentó a Héctor Lombard el 16 de septiembre de 2017, UFC Fight Night 116. Ganó la pelea por nocaut técnico en el tercer asalto.
Smith enfrentó a Thiago Santos el 3 de febrero de 2018, en UFC Fight Night 125. Perdió la pelea por TKO en el segundo asalto. Esta pelea lo hizo merecedor de su primer premio de Pelea de la Noche.

#### 2018
Smith enfrentó a Rashad Evans en una pelea de peso semipesado el 9 de junio de 2018, en UFC 225. Ganó la pelea por KO en el primer asalto.
Smith enfrentó a Maurício Rúa el 22 de julio de 2018, en UFC Fight Night 134. Ganó la pelea por KO en el primer asalto. Esta victoria lo hizo merecedor de su segundo premio de Actuación de la Noche.
Smith enfrentó a Volkan Oezdemir el 27 de octubre de 2018, en UFC Fight Night 138. Ganó la pelea por sumisión en el tercer asalto. Esta victoria lo hizo merecedor de su tercer premio de Actuación de la Noche.

#### 2019
En la pelea de más alto nivel de su carrera, Smith enfrentó a Jon Jones por el Campeonato Mundial de Peso Semipesado de UFC el 2 de marzo de 2019, en UFC 235. Perdió la pelea por decisión unánime.
Smith enfrentó a Alexander Gustafsson el 1 de junio de 2019, en UFC Fight Night 153. Ganó la pelea por sumisión en el cuarto asalto. Esta victoria lo hizo merecedor de su cuarto premio de Actuación de la Noche.

#### 2020
Smith estaba programado para enfrentarse a Glover Teixeira el 25 de abril de 2020, en UFC Fight Night 173. Sin embargo, el 9 de abril, el presidente de UFC, Dana White, anunció que este evento fue pospuesto y reprogramado para el 13 de mayo de 2020, en UFC Fight Night 171. Smith perdió la pelea por TKO en el quinto asalto.
Smith enfrentó a Aleksandar Rakić el 29 de agosto de 2020, en UFC Fight Night 175. Perdió la pelea por decisión unánime.
Smith enfrentó a Devin Clark el 28 de noviembre de 2020, en UFC on ESPN 18. Ganó la pelea por sumisión en el primer asalto.

#### 2021
Smith enfrentó a Jimmy Crute el 24 de abril de 2021, en UFC 261. Ganó la pelea por nocaut técnico antes del segundo asalto después de que el médico detuviera la pelea cuando Crute sufrió una caída de pie como resultado de una patada en la pierna de Smith y no pudo continuar.
Smith enfrentó a Ryan Spann el 18 de septiembre de 2021, en UFC Fight Night 192. Ganó la pelea por sumisión en el primer asalto. Esta victoria lo hizo merecedor de su sexto premio de Actuación de la Noche.

#### 2022
Smith enfrentó a Magomed Ankalaev el 30 de julio de 2022, en UFC 277. Perdió la pelea por nocaut técnico en el segundo asalto.

#### 2023
Smith estaba programado para enfrentar a Jamahal Hill el 11 de marzo de 2023, en UFC Fight Night 221. Sin embargo, Hill se retiró de la pelea luego de haber sido programado para otra pelea.
Smith enfrentó a Johnny Walker el 13 de mayo de 2023, en UFC on ABC 4. Perdió la pelea por decisión unánime.
Smith enfrentó a Ryan Spann en una revancha el 26 de agosto de 2023, en UFC Fight Night 225. Ganó la pelea por decisión dividida.
Smith enfrentó a Khalil Rountree Jr. el 9 de diciembre de 2023, en UFC Fight Night 233, como reemplazo de Azamat Murzakanov quien se enfermó de Neumonía. Perdió la pelea por TKO en el tercer asalto.

#### 2024
Smith enfrentó a Vitor Petrino el 4 de mayo de 2024, en UFC 301. Ganó la pelea por sumisión en el primer asalto, acabando con el invicto de Petrino.
Smith estaba programado con poca antelación para enfrentar a Carlos Ulberg el 29 de junio de 2024 en UFC 303, como reemplazo del lesionado Jamahal Hill. Sin embargo, una semana antes del evento, Ulberg se vio obligado a retirarse y fue reemplazado por Roman Dolidze. Perdió la pelea por decisión unánime.
Smith está programado para enfrentar a Dominick Reyes el 10 de diciembre de 2024, en UFC 310.

## Campeonatos y logros
- Ultimate Fighting Championship
  - Actuación de la Noche (Seis veces) vs. Elvis Mutapčić, Maurício Rúa, Volkan Oezdemir, Alexander Gustafsson, Devin Clark y Ryan Spann[54][55]
  - Pelea de la Noche (Una vez)  vs. Thiago Santos[56][57]

- Cage Fury Fighting Championships
  - Campeonato de peso mediano de CFFC (Una vez)

- Victory Fighting Championships
  - Campeonato de peso mediano de Victory FC (Una vez)

## Récord en artes marciales mixtas
| Récord profesional | Récord profesional | Récord profesional |
| 60 peleas          | 38 victorias       | 22 derrotas        |
| ------------------ | ------------------ | ------------------ |
| Nocaut             | 20                 | 14                 |
| Sumisión           | 15                 | 4                  |
| Decisión           | 3                  | 5                  |

| Resultado | Récord | Oponente                   | Método                             | Evento                                                    | Fecha                    | Ronda | Tiempo | Localización                              | Notas                                                                                                   |  |
| Derrota   | 38-22  | Zhang Minyang              | TKO (codazos)                      | UFC on ESPN: Machado Garry vs Prates                      | 26 de abril de 2025      | 1     | 4:03   | Kansas City, Misuri                       | |  |
| Derrota   | 38–21  | Dominick Reyes             | TKO (golpes)                       | UFC 310                                                   | 10 de diciembre de 2024  | 2     | 4:46   | Las Vegas, Nevada                         | |  |
| Derrota   | 38–20  | Roman Dolidze              | Decisión (unánime)                 | UFC 303                                                   | 29 de junio de 2024      | 3     | 5:00   | Las Vegas, Nevada                         | |  |
| Victoria  | 38–19  | Vitor Petrino              | Sumisión (guillotine choke)        | UFC 301                                                   | 4 de mayo de 2024        | 1     | 2:00   | Río de Janeiro                            | |  |
| Derrota   | 37–19  | Khalil Rountree Jr.        | TKO (golpes)                       | UFC Fight Night: Song vs. Gutiérrez                       | 9 de diciembre de 2023   | 3     | 0:56   | Las Vegas, Nevada                         | |  |
| Victoria  | 37–18  | Ryan Spann                 | Decisión (dividida)                | UFC Fight Night: Holloway vs. The Korean Zombie           | 26 de agosto de 2023     | 3     | 5:00   | Kallang                                   | |  |
| Derrota   | 36–18  | Johnny Walker              | Decisión (unánime)                 | UFC on ABC: Rozenstruik vs. Almeida                       | 13 de mayo de 2023       | 3     | 5:00   | Charlotte, Carolina del Norte             | |  |
| Derrota   | 36–17  | Magomed Ankalaev           | TKO (puñetazos)                    | UFC 277                                                   | 30 de julio de 2022      | 2     | 3:09   | Dallas, Texas                             | |  |
| Victoria  | 36–16  | Ryan Spann                 | Sumisión (rear-naked choke)        | UFC Fight Night: Smith vs. Spann                          | 18 de septiembre de 2021 | 1     | 3:47   | Las Vegas, Nevada                         | Actuación de la Noche.                                                                                  |  |
| Victoria  | 35–16  | Jimmy Crute                | TKO (parada médica)                | UFC 261                                                   | 24 de abril de 2021      | 1     | 5:00   | Jacksonville, Florida                     | |  |
| Victoria  | 34–16  | Devin Clark                | Sumisión (triangle choke)          | UFC on ESPN: Smith vs. Clark                              | 28 de noviembre de 2020  | 1     | 2:34   | Las Vegas, Nevada                         | Actuación de la Noche.                                                                                  |  |
| Derrota   | 33–16  | Aleksandar Rakić           | Decisión (unánime)                 | UFC Fight Night: Smith vs. Rakić                          | 29 de agosto de 2020     | 3     | 5:00   | Las Vegas, Nevada                         | |  |
| Derrota   | 33–15  | Glover Teixeira            | TKO (golpes)                       | UFC Fight Night: Smith vs. Teixeira                       | 13 de mayo de 2020       | 5     | 1:04   | Jacksonville, Florida                     | |  |
| Victoria  | 33–14  | Alexander Gustafsson       | Sumisión (rear-naked choke)        | UFC Fight Night: Gustafsson vs. Smith                     | 1 de junio de 2019       | 4     | 2:38   | Estocolmo                                 | Actuación de la Noche.                                                                                  |  |
| Derrota   | 32–14  | Jon Jones                  | Decisión (unánime)                 | UFC 235                                                   | 2 de marzo de 2019       | 5     | 5:00   | Paradise, Nevada                          | Por el Campeonato de Peso Semipesado de UFC.A Jones se le descontaron 2 puntos por rodillazos ilegales. |  |
| Victoria  | 32–13  | Volkan Oezdemir            | Sumisión (rear-naked choke)        | UFC Fight Night: Volkan vs. Smith                         | 27 de octubre de 2018    | 3     | 4:26   | Moncton, Nuevo Brunswick                  | Actuación de la Noche.                                                                                  |  |
| Victoria  | 31–13  | Maurício Rúa               | KO (codazo y golpes)               | UFC Fight Night: Shogun vs. Smith                         | 22 de julio de 2018      | 1     | 1:29   | Hamburgo                                  | Actuación de la Noche.                                                                                  |  |
| Victoria  | 30–13  | Rashad Evans               | KO (rodillazo)                     | UFC 225                                                   | 9 de junio de 2018       | 1     | 0:53   | Chicago, Illinois                         | Debut en peso semipesado.                                                                               |  |
| Derrota   | 29–13  | Thiago Santos              | TKO (patada al cuerpo y golpes)    | UFC Fight Night: Machida vs. Anders                       | 3 de febrero de 2018     | 2     | 1:03   | Belém                                     | Pelea de la Noche.                                                                                      |  |
| Victoria  | 29–12  | Héctor Lombard             | TKO (golpes)                       | UFC Fight Night: Rockhold vs. Branch                      | 16 de septiembre de 2017 | 3     | 3:52   | Pittsburgh, Pennsylvania                  | |  |
| Victoria  | 28–12  | Andrew Sanchez             | KO (patada a la cabeza y golpes)   | UFC on Fox: Johnson vs. Reis                              | 9 de abril de 2017       | 3     | 3:52   | Kansas City, Misuri                       | |  |
| Victoria  | 27–12  | Elvis Mutapcic             | TKO (codazo y golpes)              | The Ultimate Fighter: Tournament of Champions Finale      | 3 de diciembre de 2016   | 2     | 3:27   | Las Vegas, Nevada                         | Actuación de la Noche.                                                                                  |  |
| Derrota   | 26–12  | Cezar Ferreira             | Decisión (unánime)                 | The Ultimate Fighter: Team Joanna vs. Team Cláudia Finale | 8 de julio de 2016       | 3     | 5:00   | Las Vegas, Nevada                         | |  |
| Victoria  | 26–11  | Leonardo Augusto Guimarães | Decisión (unánime)                 | UFC Fight Night: Cowboy vs. Cowboy                        | 21 de febrero de 2016    | 3     | 5:00   | Pittsburgh, Pennsylvania                  | Debut en la UFC.                                                                                        |  |
| Victoria  | 25–11  | Josh Neer                  | TKO (golpes)                       | VFC 47                                                    | 14 de enero de 2016      | 1     | 3:27   | Omaha, Nebraska                           | Gana el campeonato de peso mediano de VFC.                                                              |  |
| Victoria  | 24–11  | Brock Jardine              | TKO (golpes)                       | RFA 30: Smith vs. Jardine                                 | 18 de septiembre de 2015 | 1     | 3:00   | Lincoln, Nebraska                         | |  |
| Victoria  | 23–11  | Tim Williams               | TKO (rodillazo)                    | CFFC 50: Williams vs. Smith II                            | 18 de julio de 2015      | 1     | 1:02   | Atlantic City, New Jersey                 | Defiende el campeonato de peso mediano de CFFC.                                                         |  |
| Victoria  | 22–11  | Tim Williams               | Sumisión (inverted triangle choke) | CFFC 46: Williams vs. Smith                               | 28 de febrero de 2015    | 2     | 1:15   | Chester, Pennsylvania                     | Gana el campeonato de peso mediano de CFFC.                                                             |  |
| Victoria  | 21–11  | Andrew Kapel               | Sumisión (rear-naked choke)        | EB: Beatdown at 4 Bears 12                                | 29 de noviembre de 2014  | 1     | 2:18   | New Town, North Dakota                    | |  |
| Victoria  | 20–11  | Brian Green                | Decisión (unánime)                 | Bellator 129                                              | 17 de octubre de 2014    | 3     | 5:00   | Council Bluffs, Iowa                      | |  |
| Victoria  | 19–11  | Victor Moreno              | Sumisión (triangle choke)          | Bellator 117                                              | 18 de abril de 2014      | 2     | 0:59   | Council Bluffs, Iowa                      | |  |
| Derrota   | 18–11  | Josh Neer                  | Sumisión (rear-naked choke)        | VFC 41                                                    | 14 de diciembre de 2013  | 3     | 3:48   | Ralston, Nebraska                         | |  |
| Derrota   | 18–10  | Antônio Braga Neto         | Sumisión (kneebar)                 | UFC on Fuel TV: Nogueira vs. Werdum                       | 8 de junio de 2013       | 1     | 1:52   | Fortaleza                                 | |  |
| Derrota   | 18–9   | Roger Gracie               | Sumisión (arm-triangle choke)      | Strikeforce: Marquardt vs. Saffiedine                     | 12 de enero de 2013      | 2     | 3:16   | Oklahoma City, Oklahoma                   | |  |
| Victoria  | 18–8   | Lumumba Sayers             | Sumisión (triangle choke)          | Strikeforce: Rousey vs. Kaufman                           | 18 de agosto de 2012     | 1     | 3:52   | San Diego, California                     | |  |
| Victoria  | 17–8   | Richard White              | TKO (golpes)                       | Disorderly Conduct: Fireworks                             | 30 de junio de 2012      | 1     | 2:35   | Nebraska City, Nebraska                   | |  |
| Victoria  | 16–8   | Ian Berg                   | Sumisión (arm-triangle choke)      | VFC: Victory Fighting Championship 37                     | 13 de abril de 2012      | 2     | 2:01   | Council Bluffs, Iowa                      | |  |
| Derrota   | 15–8   | Adlan Amagov               | KO (golpes)                        | Strikeforce Challengers: Britt vs. Sayers                 | 18 de noviembre de 2011  | 1     | 2:32   | Las Vegas, Nevada                         | |  |
| Victoria  | 15–7   | Ben Lagman                 | KO (golpe)                         | Strikeforce Challengers: Voelker vs. Bowling III          | 22 de julio de 2011      | 2     | 0:33   | Las Vegas, Nevada                         | |  |
| Victoria  | 14–7   | Curtis Johnson             | KO (golpes)                        | CFC 6: Slugfest                                           | 9 de julio de 2011       | 1     | 3:13   | Lincoln, Nebraska                         | |  |
| Victoria  | 13–7   | Eric Schambari             | TKO (golpes)                       | C3 Fights: MMA Championship Fights                        | 4 de junio de 2011       | 1     | 1:46   | Concho, Oklahoma                          | |  |
| Victoria  | 12–7   | Matt Gabel                 | Sumisión (triangle choke)          | EC: Extreme Challenge 181                                 | 15 de abril de 2011      | 1     | 1:50   | Council Bluffs, Iowa                      | |  |
| Victoria  | 11–7   | Demetrius Richards         | TKO (golpes)                       | Extreme Challenge: Bad Blood                              | 11 de febrero de 2011    | 2     | 2:07   | Council Bluffs, Iowa                      | |  |
| Victoria  | 10–7   | Ben Crowder                | KO (golpe)                         | CFC 2: Season's Beatings                                  | 17 de diciembre de 2010  | 1     | 1:09   | Lincoln, Nebraska                         | |  |
| Derrota   | 9–7    | Jesse Forbes               | TKO (golpes)                       | Crowbar MMA: Fall Brawl                                   | 11 de septiembre de 2010 | 2     | 1:28   | Fargo, North Dakota                       | |  |
| Victoria  | 9–6    | Logan Clark                | TKO (parada médica)                | Seconds Out / Vivid MMA: Havoc at the Hyatt 2             | 19 de junio de 2010      | 2     | 2:22   | Minneapolis, Minnesota                    | |  |
| Victoria  | 8–6    | Lucas St. Claire           | Sumisión (armbar)                  | MF: Max Fights 10                                         | 8 de mayo de 2010        | 1     | 3:19   | East Grand Forks, Minnesota               | |  |
| Victoria  | 7–6    | Mike George                | KO (golpe)                         | TriState Cage Fights: Island Warfare                      | 5 de febrero de 2010     | 3     | 4:35   | Council Bluffs, Iowa                      | |  |
| Victoria  | 6–6    | James Brasco               | TKO (parada médica)                | XKL Evolution 1                                           | 20 de marzo de 2010      | 1     | 1:21   | Ypsilanti (Míchigan), Ypsilanti, Míchigan | |  |
| Derrota   | 5–6    | Jake Hecht                 | TKO (golpes)                       | VFC 30: Night of Champions                                | 17 de abril de 2010      | 1     | 0:22   | Grand Island, Nebraska                    | |  |
| Derrota   | 5–5    | Mike Pitz                  | TKO (golpes)                       | FCI: Fight Club Inc.                                      | 9 de diciembre de 2000   | 2     | 3:21   | Addison, Illinois                         | |  |
| Derrota   | 5–4    | Chaun Sims                 | TKO (golpes)                       | Fight To Win: Colorado vs. Nebraska                       | 14 de marzo de 2009      | 2     | 2:00   | Denver, Colorado                          | |  |
| Derrota   | 5–3    | Brian Monahan              | Sumisión (armbar)                  | VFC 26: Onslaught                                         | 20 de febrero de 2009    | 1     |        | Council Bluffs, Iowa                      | |  |
| Victoria  | 5–2    | Rico Washington Sr.        | TKO (golpes)                       | MCS: Minnesota Combat Sports                              | 9 de enero de 2009       | 1     | 0:54   | Maplewood, Minnesota                      | |  |
| Derrota   | 4–2    | Charley Lynch              | TKO (golpes)                       | Brutaal: Fight Night                                      | 6 de noviembre de 2008   | 1     | 3:12   | Maplewood, Minnesota                      | |  |
| Victoria  | 4–1    | Chuck Parmelee             | Sumisión (choke)                   | Torment: MMA                                              | 20 de septiembre de 2008 | 2     | 1:26   | Lincoln, Nebraska                         | |  |
| Derrota   | 3–1    | Chuck Parmelee             | TKO (golpes)                       | TCF: TriState Cage Fights                                 | 14 de junio de 2008      | 2     | N/A    | Yankton, South Dakota                     | |  |
| Victoria  | 3–0    | Ricky Duvall               | KO (puñetazo)                      | VFC 23: Validation                                        | 9 de mayo de 2008        | N/A   | N/A    | Council Bluffs, Iowa                      | |  |
| Victoria  | 2–0    | Jeremy Shepherd            | Sumisión (choke)                   | PP: Pugilistic Productions                                | 22 de marzo de 2008      | 2     | 2:13   | Lincoln, Nebraska                         | |  |
| Victoria  | 1–0    | Dave Moran                 | Sumisión (armbar)                  | VFC 22: Ascension                                         | 29 de febrero de 2008    | 2     | 1:19   | Sioux City, Iowa                          | |  |